# 孪生兄弟 (剧本)
《孪生兄弟》，古罗马剧作家普劳图斯的喜剧作品。普劳图斯的代表性作品有：《孪生兄弟》、《凶宅》、《一坛黄金》、《撒谎者》、《吹牛军人》。

## 内容
西西里岛的一个商人的妻子生了一对孪生儿子，商人高兴不已，但是好景不长，其中一个很快就被人偷走，留在家里的这个兄弟长大后，四处寻找自己的兄弟，终于找到了兄弟的住所，然而，当他到达兄弟的住所时，被村庄的人和兄弟的妻子误认为是他那兄弟，由此引出来一系列滑稽事件。

## 影响
《孪生兄弟》深深影响了英国剧作家威廉·莎士比亚，他根据这部作品创作了《错误的喜剧》。

## 译著
《孪生兄弟》、《凶宅》的简体中文版已经由翻译家杨宪益、王焕生译出。